# 1950 en rugby à XV
Chronologie du rugby à XV
1949 en rugby à XV - 1950 en rugby à XV - 1951 en rugby à XV
Les faits marquants de l'année 1950 en rugby à XV

## Événements

### Mars
- L'équipe du pays de Galles remporte le Tournoi des Cinq Nations en réussissant un Grand Chelem.

### Avril
- Le Castres olympique remporte le Championnat de France en battant le Racing club de France en finale[1].